# یواس‌اس پیکس (ای‌او-۶۵)
یواس‌اس پیکس (ای‌او-۶۵) (به انگلیسی: USS Pecos (AO-65)) یک کشتی بود. این کشتی در سال ۱۹۴۲ ساخته شد.